# Gwyn Staley 400 1966
Gwyn Staley 400 1966, även Gwyn Staley memorial 400, var ett stockcarlopp ingående i  Nascar Grand National Series (nuvarande Nascar Cup Series) som kördes 17 april 1966 på den 0,625 mile (1,005 km) långa ovalbanan North Wilkesboro Speedway i North Wilkesboro, North Carolina. Totalt avverkades 250 miles (402,336 km) fördelat på 400 varv. Banunderlaget var asfalt. Loppet vanns av Jim Paschal i en Plymouth på tiden 2:37.49 körande för Thomas H. Friedkin. Paschals snitthastighet var 89,045 mph. Han var vid målgång ensam förare på ledarvarvet, sex varv före tvåan G.C. Spencer. Prispotten uppgick till 16 525 dollar, varav 4 950 dollar gick till segraren. Loppet är uppkallat efter stockcarföraren Gwyn Staley som förolyckades på Atlantic Rural Fairgrounds (nuvarande Richmond Raceway) 23 mars 1958 i ett lopp ingående i Nascar Convertible Division.

## Resultat
| Plc     | Nr | Förare          | Team/ bilägare           | Konstruktör | Start | Varv | Ledda varv |
| ------- | -- | --------------- | ------------------------ | ----------- | ----- | ---- | ---------- |
| 1       | 14 | Jim Paschal     | Thomas H. Friedkin       | Plymouth    | 1     | 400  | 308        |
| 2       | 49 | G.C. Spencer    | GC Spencer Racing        | Plymouth    | 7     | 394  | 0          |
| 3       | 6  | David Pearson   | Owens Racing             | Dodge       | 2     | 382  | 0          |
| 4       | 34 | Wendell Scott   | Scott Racing             | Ford        | 26    | 378  | 0          |
| 5       | 97 | Henley Gray     | Gray Racing              | Ford        | 25    | 375  | 0          |
| 6       | 04 | John Sears      | DeWitt Racing            | Ford        | 15    | 371  | 0          |
| 7       | 70 | J.D. McDuffie   | McDuffie Racing          | Ford        | 29    | 370  | 0          |
| 8       | 86 | Neil Castles    | Buck Baker Racing        | Plymouth    | 35    | 362  | 0          |
| 9       | 45 | Bill Seifert    | Seifert Racing           | Ford        | 27    | 357  | 0          |
| 10      | 95 | Gene Cline      | Gene Cline               | Ford        | 32    | 350  | 0          |
| 11      | 43 | Richard Petty   | Petty Enterprises        | Plymouth    | 4     | 347  | 92         |
| 12      | 92 | Hank Thomas     | W.S. Jenkins             | Ford        | 36    | 345  | 0          |
| 13      | 66 | Wayne Woodward  | Wayne Woodward           | Chevrolet   | 18    | 331  | 0          |
| 14      | 74 | Buddy Baker     | Gene Black               | Ford        | 9     | 317  | 0          |
| 15      | 46 | Roy Mayne       | Tom Hunter               | Chevrolet   | 17    | 287  | 0          |
| 16      | 38 | Wayne Smith     | Archie Smith             | Chevrolet   | 30    | 267  | 0          |
| 17      | 98 | Sam McQuagg     | Nichels Engineering      | Dodge       | 6     | 266  | 0          |
| 18      | 25 | Jabe Thomas     | Handy Racing             | Ford        | 20    | 246  | 0          |
| 19      | 63 | Larry Manning   | Bob Adams                | Plymouth    | 24    | 239  | 0          |
| 20      | 20 | Clyde Lynn      | Negre Racing             | Ford        | 28    | 228  | 0          |
| 21      | 64 | Elmo Langley    | Langley-Woodfield Racing | Ford        | 14    | 228  | 0          |
| 22      | 73 | Buddy Arrington | Joan Petre               | Ford        | 19    | 210  | 0          |
| 23      | 9  | Roy Tyner       | Truett Rodgers           | Chevrolet   | 37    | 210  | 0          |
| 24      | 99 | Paul Goldsmith  | Nichels Engineering      | Plymouth    | 11    | 198  | 0          |
| 25      | 53 | Jimmy Helms     | David Warren             | Ford        | 33    | 193  | 0          |
| 26      | 24 | Bobby Allison   | Betty Lilly              | Ford        | 5     | 143  | 0          |
| 27      | 87 | Buck Baker      | Buck Baker Racing        | Oldsmobile  | 23    | 143  | 0          |
| 28      | 7  | Bobby Johns     | Shorty Johns             | Chevrolet   | 22    | 112  | 0          |
| 29      | 77 | Joel Davis      | Harold Mays              | Plymouth    | 16    | 111  | 0          |
| 30      | 02 | Doug Cooper     | Bob Cooper               | Plymouth    | 8     | 92   | 0          |
| 31      | 19 | J.T. Putney     | J.T. Putney              | Chevrolet   | 12    | 89   | 0          |
| 32      | 40 | Eddie Yarboro   | Eddie Yarboro            | Dodge       | 10    | 77   | 0          |
| 33      | 1  | Paul Lewis      | Paul Lewis               | Plymouth    | 13    | 49   | 0          |
| 34      | 35 | Max Ledbetter   | Ken Carpenter            | Oldsmobile  | 34    | 47   | 0          |
| 35      | 48 | James Hylton    | Bud Hartje               | Dodge       | 21    | 30   | 0          |
| 36      | 60 | Ernest Eury     | Joan Petre               | Chevrolet   | 31    | 22   | 0          |
| 37      | 59 | Tom Pistone     | Pistone Racing           | Ford        | 3     | 5    | 0          |
| Källor: |    |                 |                          |             |       |      |            |